# Aeolidacea
Gli Aeolidacea sono un sottordine di molluschi nudibranchi.

## Descrizione
Gli Aeolidacea hanno dei vistosi cerata sul corpo per la respirazione.

## Superfamiglie
- Proteolidoidea
- Eueolidoidea